# Waiter No. 5
Waiter No. 5 è un cortometraggio muto del 1910 diretto da David W. Griffith. Prodotto dalla Biograph Company e distribuito dalla General Film Company, il film uscì nelle sale cinematografiche USA il 3 novembre 1910.

## Produzione
Il film fu prodotto dalla Biograph Company.

## Distribuzione
Distribuito dalla Biograph Company, il film - un cortometraggio di una bobina - uscì nelle sale cinematografiche statunitensi il 3 novembre 1910.